# Kamienica przy placu Wolności 5 w Katowicach
Kamienica przy placu Wolności 5 w Katowicach – kamienica mieszkalno-handlowa wzniesiona w 1907 roku według projektu Ludwiga Goldsteina w stylu neoklasycystycznym, położona przy placu Wolności 5 w Katowicach, na obszarze dzielnicy Śródmieście, wpisana do rejestru zabytków nieruchomych województwa śląskiego.

## Historia
Kamienica została wzniesiona w 1907 roku (w niektórych źródłach jako prawdopodobny podawany jest rok powstania 1874), a zaprojektował ją Ludwig Goldstein. W 1935 roku właścicielem kamienicy był budowniczy Hermann Schalscha, a zamieszkiwały ją wówczas osoby różnej profesji.
14 września 1990 roku kamienicę wpisano do rejestru zabytków nieruchomych województwa katowickiego pod numerem A/1411/90, a 30 września 2009 roku do rejestru zabytków nieruchomych województwa śląskiego pod nowym numerem – A/131/09. Ochroną objęto cały budynek. Kamienica prócz wpisu do rejestru zabytków nieruchomych chroniona jest wpisem do gminnej ewidencji zabytków miasta Katowice.
W systemie REGON w połowie lipca 2023 roku była zarejestrowana jedna działalność gospodarcza z siedzibą przy placu Wolności 5. Jest nią studio tatuażu.

## Architektura

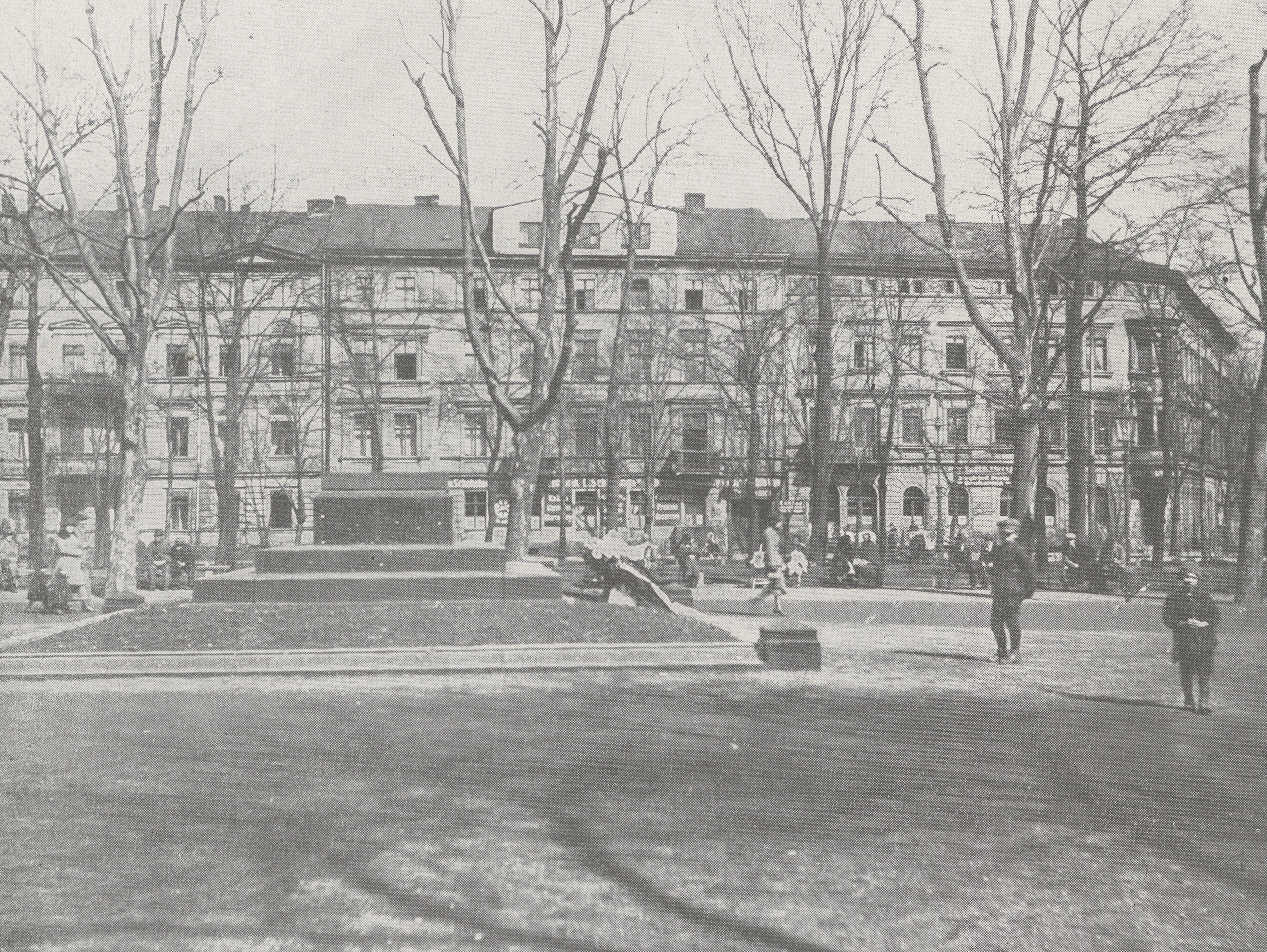
Plac Wolności w 1925 roku; po lewej fragment kamienicy pod nr. 5

Kamienica położona jest przy placu Wolności 5 w Katowicach, w zachodniej części dzielnicy Śródmieście i usytuowana jest w zwartej pierzei zabudowy.
Jest to budynek murowany z cegły i z tynkowaną elewacją, powstały na planie prostokąta z oficyną boczną wschodnią, zwieńczony dachem dwuspadowym krytym papą. Powierzchnia użytkowa budynku wynosi 1 152 m², a powierzchnia zabudowy 358 m². Ma 4 kondygnacje nadziemne i 1 podziemną.
Kamienica reprezentuje styl neoklasycystyczny. Fasada kamienicy jest ośmioosiowa i symetryczna, a dwie jej skrajne osie po obu stronach frontowej elewacji zostały zespolone w obrębie płytkich ryzalitów zwieńczonych trójkątnymi przyczółkami. Podziały architektoniczne zostały podkreślone pilastrami i belkowaniami na drugiej kondygnacji oraz gzymsem na trzeciej i czwartej kondygnacji. Elewacja na poziomie parteru jest boniowana, na drugiej kondygnacji pseudoboniowana. Ma ona stiukowe detale (m.in.: profilowane obramienia okien, w ryzalitach półokrągłe nadokienniki na trzeciej kondygnacji wypełnione dekoracją figuralną, a w części środkowej przyczółki nadokienne i belkowanie zamykające elewację).
Okna na fasadzie są prostokątne prócz tych umieszczonych na drugiej kondygnacji ryzalitów, które są zwieńczone półkoliście. Stolarka okienna jest czterokwaterowa ze ślemieniem.
Schody wewnątrz kamienicy są dwubiegowe, stopnie i balustrady drewniane, a w oknach klatki schodowej znajdują się szyby z trawionego szkła. Brama przejazdowa znajduje się w skrajnej zachodniej osi i jest zintegrowana z klatką schodową.